# Hickville to Broadway
Hickville to Broadway er en amerikansk stumfilm fra 1921 af Carl Harbaugh.

## Medvirkende
- Eileen Percy som Anna Mae Neil
- William Scott som Virgil Cole
- Rosemary Theby som Sibyle Fane
- J.P. Lockney som Elder Neil
- Margaret Morris som Violet Garden
- Ray Howard som Pinky Hale
- Paul Kamp
- Edmund Burns som Peter Van Reuter